# بلو اسپرینگز (نبراسکا)
بلو اسپرینگز(به انگلیسی: Blue Springs) شهری در ایالت نبراسکا کشور ایالات متحده آمریکا است که جمعیت آن در سرشماری سال ۲۰۱۰ میلادی، ۳۳۱ نفر بوده‌است.